# Makartitama
Makartitama is een bestuurslaag in het regentschap Lahat van de provincie Zuid-Sumatra, Indonesië. Makartitama telt 1401 inwoners (volkstelling 2010).